# 三日厨
三日厨（みっかくりや/みかぐり）とは、古代から中世の日本において政治的上位者が地方などに派遣された際に現地にいる下位者が上位者に対して饗応や贈答する行為のこと。3夜連続（すなわち3日間）にわたって供給（食事や宿の準備などの便宜）が行われるのが慣例であったためにこの名前がある。
中央から派遣された役人に対する饗応行為は大化の改新直後の東国国司の派遣の時から問題となっており、律令法における戸令（国郡条）を始めとして朝廷や幕府は度々禁令を出してきた。しかし、現実には国司やその使者が現地に派遣された際の慣行となり、それどころか国司が現地入りの際に一定の供給を受けるのは権利であると解釈する明法家の説も現れた。更に、荘園の拡大と共に荘園領主やその使者、鎌倉時代に入って荘園に設置された地頭が現地に赴いた場合に対しても行われるようになっていった。
通常、落付（おちつき）、すなわち目的に到着の際に三日厨が行われるのが一般的であったが、段階に応じて行われる場合もあり、元徳元年（1329年）に美濃国小木曽荘に領主から検注のための使者が派遣された際には、境界に到着した際の境迎（さかむかい）、目的地に到着した際の落付、その後の昼食として出される昼垸飯（ひるおうはん）の3つに分けて行っている。
三日厨に使われる物資を調達するために臨時雑役や公事の名目で現地の住民からの徴収が行われ、事実上の租税と同じとなっていた。